# Daniela Macías
Daniela Macías (ur. 9 października 1997 w Limie) – peruwiańska badmintonistka, olimpijka
Biorąc udział w Mistrzostwach Panamerykańskich w badmintonie w 2013 zajęła trzecie miejsce w grze mieszanej na, w 2016 zdobyła trzy brązowe medale - w grze pojedynczej, podwójnej i mieszanej, a w 2017 srebro w grze podwójnej. Na Igrzyskach Ameryki Południowej w 2018 zdobyła złoto w grze podwójnej oraz srebro w grze pojedynczej i mieszanej. 
W 2021 reprezentowała swój kraj na igrzyskach w Tokio, startowała w grze pojedynczej kobiet - odpadła w fazie grupowej.
Najwyższe miejsce w rankingu BWF osiągnęła 15 marca 2018 - 72.